# 巴羅 (印尼)
巴羅（印尼語：Paloh）是印度尼西亞西加里曼丹省三發縣下轄的一個鎮，位於三發縣最北端，此鎮為印尼以及世界上的海龜保護區之一。

## 地理
巴羅鎮位於西加里曼丹省最北端，東邊與馬來西亞砂拉越州三馬丹副縣接壤，南邊與沙依岸勿剎鎮、加靈鎮相鄰，西南邊與直落吉拉末鎮、打芽蘭鎮相連，西、北兩面臨納土納海。

## 政治

### 行政區劃
巴羅鎮現轄8個村。
1. 加里曼丹村（Kalimantan）
2. Malek
3. Matang Danau
4. Mentibar
5. Nibung
6. Sebubus
7. 烏泥坎村（Tanah Hitam）
8. 打馬郁村（Temajuk）